# 검은얼굴사자타마린
검은얼굴사자타마린 (Leontopithecus caissara)은 비단원숭이과에 속하는 작은 신세계원숭이의 일종이다. Superagui라 불리는 브라질 해안의 작은 지역에서 발견되는 사자타마린이다.